# Edward J. Schulte
Edward J. Schulte (1890–1975) foi um arquiteto que projetou um generoso número de igrejas ao longo de sua vida, sendo as mais conhecidas as realizadas em meados do século XX, as quais mesclam o arrojo da chamada arquitetura moderna com variados elementos da arquitetura tradicional. Mas também fez importantes casas e prédios públicos. Inspirado por um encontro que teve com Ralph Adams Cram, Schulte devotou-se a projetar igrejas, tendo desenhado mais de 88. Ele serviu, também, como presidente da filial de Cincinnati do Instituto Americano de Arquitetos.
Schulte desempenhou prática solo até 1912, então passou a trabalhar com Robert. E. Crowe entre 1921 e 1934. Por fim, voltou a exercer o ofício sozinho até sua aposentadoria, em 1967.

## Vida primeva e formação educacional
Edward Schulte demonstrou ter talento para o desenho logo em sua infância, então foi incentivado pelas freiras na escola paroquial a desenvolvê-lo cada vez mais. Seu pai, um empreiteiro, queria que ele se especializasse em arquitetura, sugerindo-lhe a firma de Werner e Adkins, que projetou a Biblioteca Carnegie de Norwood. O pai de Schulte foi um dos três encarregados de construí-la. Schulte começou trabalhando para Werner and Adkins durante o dia enquanto frequentava aulas na Academia de Arte à noite, tornando-se depois um valoroso membro da firma, com especial habilidade para renderizações em aquarela de projetos propostos aos clientes durante as apresentações. Não demoraria muito, porém, para o escritório de Werner e Adkins sofrer de problemas financeiros, "emprestando" Schulte temporariamente para outra empresa antes de trazê-lo de volta, depois de conseguirem um novo parceiro – H. E. Kennedy – e inúmeras comissões, dentre elas um prédio de escritórios a ser feito em Nova Orleães.

## Começo de carreira
Foi confiado por Kennedy a Edward Schulte o projeto do Harris Theater, Pittsburgh, o que lhe exigiu gastar longas noites de estudo na biblioteca de sua cidade pesquisando por precedentes históricos para o que então era uma tipologia relativamente nova de edifício. Dentre os desenhistas para o projeto estava Robert E. Crowe, que posteriormente se tornaria parceiro e importante colaborador profissional de Schulte. Kennedy moveu seu escritório para Pittsburgh, levando Schulte consigo. Foi durante essa época que Schulte assistiu a uma palestra à luz de velas feita por Ralph Adams Cram no Hall of Architecture (Salão de Arquitetura) do Museu Carnegie, inspirando-o a dedicar-se, principalmente, ao projeto de igrejas pelo resto de sua carreira.

## Lista de prédios projetados e/ou supervisionados
Esta lista dos trabalhos de Schulte foi compilada por Donald A. Tenoever:
| Projetados por Robert Crowe e Edward Schulte (1921-1934) - St. Catherine Church, Cincinnati, Ohio (1921). - St. Ann Convent Chapel, Melbourne, Kentucky (1921). - Sisters of Notre Dame Convent, Covington, Kentucky (1922). - St. Theresa Home for the Aged, Cincinnati, Ohio (1923). - The Fontbonne, Cincinnati, Ohio (1924). - Fenwick Club Gymnasium, Cincinnati, Ohio (1925). - St. Meinrad Abbey, St. Meinrad, Indiana (1925). - Friars Club, Cincinnati, Ohio (1926). - St. Monica Church and Rectory, Cincinnati, Ohio (1926). - Mt. St. Joseph College addition, Cincinnati, Ohio (1926). - Chapel of the Holy Spirit, Fenwick Club, Cincinnati, Ohio (1927). - Church of the Assumption remodeling, Cincinnati, Ohio (1927). - Regina High School, Cincinnati, Ohio (1927). - Purcell High School, Cincinnati, Ohio (1927). - St. Cecilia Church, Cincinnati, Ohio (1928). - St. Peter Church, Lexington, Kentucky (1928). - Crusade Castle remodeling, Cincinnati, Ohio (1928). - Loreto Guild, Dayton, Ohio (1928). - Paramount Building, Cincinnati, Ohio (1928). - Milford Noviate, Cincinnati, Ohio (1929). - Church of the Holy Ghost, Knoxville, Tennessee (1929). - Mercy Hospital, Knoxville, Tennessee (1932). - St. Agnes School and Auditorium, Cincinnati, Ohio (1933). Projetados apenas por Edward Schulte (1934-1967) - Residência William Schanzlé (1934). - Chapel of St. Victor, New Baltimore, Ohio 1935-1936. - St. Bernard Church, Taylor Creek, Ohio. - Immaculate Conception Convent, Ferdinand, Indiana. - Residência Dr. E.J. Gaenge. - Zion Reformed Church, Norwood, Ohio. - Residência Francis H. Mitchell, - Residência Dr. Johnson McGuire. - Residência H.R. Drackett. - High School, Lawrenceburg, Indiana 1936-1937. - St. Peter Chapel and School, Hamilton, Ohio. - Residência Ruth Wolfgang. - Sisters of Mercy Convent, Cincinnati, Ohio. - Adição à St. Ann School, Hamilton, Ohio. - Adição à St. John School, Deer Park, Cincinnati, Ohio 1938-1939. - St. Monica School, Dallas, Texas. - Reforma da residência Julius Fleischman. - Immaculate Conception School, Dayton, Ohio. - Mother of God Chapel, Walnut Hills, Cincinnati, Ohio. - Residência George Goodrich. - St. Dymphna Chapel and Rectory, Cincinnati, Ohio. - Modificações na St. Bridgid Church, Xenia, Ohio. - Residência J.M. Christi. - Holy Angels School and Auditorium, Cincinnati, Ohio. - St. Ursala School and Chapel, Cincinnati, Ohio. 1939-1940 - Alterações e auditório da St. Teresa School, Cincinnati, Ohio. - St. Christina School and Rectory, Lockland, Ohio. - St. James School and Auditorium, Cincinnati, Ohio. - St. Albert the Great Church, Dayton, Ohio. - St. Dominic Rectory, Cincinnati, Ohio. - Casa de caldeira da St. Meinrad Abbey, St. Meinrad, Indiana. - Redecoração da Holy Family Church, Dayton, Ohio. - Residência Fannie J. Randolph. - St. Antonio de Padua Church, Cincinnati, Ohio. - St. Thomas Church, Fort Thomas, Kentucky. - Blessed Sacrament Church, Fort Mitchell, Kentucky. - St. James of the Valley Church Wyoming, Ohio. - Residência Dorothea L. Hoffman. - Residência George C. Euskirchen. - Residência Elizabeth D. Harrison. - Residência Carl Zimmerman. - Residência Fred J. Runte. 1941-1942 - St. John School, Cincinnati, Ohio. - Chapel for Mr. and Mrs. Charles M. Williams, Cincinnati, Ohio. - Our Lady of Lourdes School, Indianapolis, Indiana. - St. Paul Indian mission Church, Marty, Dakota do Sul. - Prédios das Faculdades de Física e Biologia do Oberlin College, Oberlin, Ohio. - Our Lady of Lourdes Church, Indianapolis, Indiana. - Capela na residência do arcebispo, Indianapolis, Indiana. - Residência Clara Koch. - Resurrection of Our Lord School addition, Dayton, Ohio. - St. Michael Church, Muskegon, Michigan. - St. Mary Church, Bethel, Ohio. - Residência Mary J. Erhart. - Saints Peter and Paul Church, Haubstadt, Indiana. - St. Stephen Church and Rectory, Dayton, Ohio. 1942-1943 - Sacred Heart Convent Church e adição no Convento e Academia beneditinos, Yankton, Dakota do Sul. - Adição à St. Dominic School, Cincinnati, Ohio. - Reforma da St. Clement Church, Reading, Ohio. - St. Anthony Church, Effingham, Illinois. - Adição à St. Anthony School, Cheviot, Ohio. - Auditório e reitoria da Guardian Angel School, Cincinnati, Ohio. - St. Theresa Hall, St. Paul Indian Mission, Marty, Dakota do Sul. 1944-1945 - Adição ao seminário da St. Meinrad Abbey, St. Meinrad, Indiana. - Sacred Heart Nurses Home, Yankton, Dakota do Sul. - Adição ao hospital Our Lady of Mercy, Mariemont, Ohio. - St. Jude Convent and Rectory, Fort Wayne, Indiana. - St. George Monastery, Cincinnati, Ohio. 1945-1946 - Our Lady of Mercy Hospital Sisters House, Cincinnati, Ohio. - Alterações e adições à St. Margaret Mary School, Cincinnati, Ohio. - St. Meinrad Parish School, St. Meinrad, Indiana. - Blessed Sacrament Church, Lacrosse, Wisconsin. - St. Meinrad Science and Auditorium building, St. Meinrad, Indiana. - Saints Peter and Paul School, Haubstadt, Indiana. - Alterações e redecoração da St. Lawrence Church, Cincinnati, Ohio. - Christ the King School and Auditorium, Dallas, Texas. - Casa de força de St. Michael, St. Michael, North Dakota. - St. Ann School, New Castle, Indiana. - Renovação da St. Mary Cathedral, Covington, Kentucky. - St. Thomas More School, Paducah, Kentucky. | 1947-1948 - Sacred Heart Home, Men's Building, Yankton, Dakota do Sul. - St. Cecelia Church, Dallas, Texas. - Immaculate Conception School and Convent, Aurora, Indiana. - Elder High School Stadium, Cincinnati, Ohio. - Reforma da St. Lawrence Rectory, Cincinnati, Ohio. - Glenmary Seminary, Glendale, Ohio. - Immaculate Heart of Mary Church, Rectory, School, Indianapolis, Indiana. - St. Francis Hospital Chapel, Washington, Missouri. - Holy Cross Seminary, Lacrosse, Wisconsin. 1949-1950 - Bishop Marty Memorial Chapel, Mount Marty College, Yankton, Dakota do Sul. - Catholic Church of the Epiphany, Chicago, Illinois. - St. Francis de Sales Church, Beckley, West Virginia. - St. Teresa Rectory, Cincinnati, Ohio. - St. Stephen Church, (agora chamada de Holy Spirit Church), Newport, Kentucky. - St. Andrew School, Indianapolis, Indiana. - Departamento de Raio-X do St. Marty Hospital, Yankton, Dakota do Sul. - St. Peter Church, Chillicothe, Ohio. - St. Dominic Church, Cincinnati, Ohio. - St. James Church and School, Eau Claire, Wisconsin. - St. Martin School, Cheviot, Ohio. - Christ the King School and Convent, Lexington, Kentucky. - Alterações e redecoração da St. Lawrence Church, Cincinnati, Ohio. - St. Bernard Abbey Library, St. Bernard, Alabama. - Adições à Guardian Angel School, Cincinnati, Ohio. - St. Mary School, Muncie, Indiana. 1951-1952 - St. Theresa School Auditorium and Convent, Southgate, Kentucky. - St. Mary Church and Rectory, Decatur, Indiana. - Residência e chancelaria do Bispo, Crookston, Minnesota. - Sacred Heart Cathedral and Rectory, Salina, Kansas. - Adições à Christ the King School, Lexington, Kentucky. - St. Paul Lutheran Church, Cincinnati, Ohio. - Holy Trinity Church, West Union, Ohio. - Sacred Heart Church, Muenster, Texas. - Christ the King Chapel, Universidade de St. Ambrose, Davenport, Iowa . - St. Dominic Monastery, Lacrosse, Wisconsin. - Church of the Nativity Convent, Cincinnati, Ohio. - St. Joseph Indian Mission Chapel and School, Dakota do Sul. - St. Ursula Academy Auditorium and addition, Cincinnati, Ohio. - St. Anthony of Padua Catholic Church, Dayton, Ohio. 1953-1955 - Blessed Sacrament Church, Rectory and Convent Sioux City, Iowa. - St. Anthony Church and Rectory, Dayton, Ohio. - Restauração da St. Peter in Chains Cathedral, Cincinnati, Ohio. - Holy Angels High School, Sidney, Ohio. - St. Mary of the Assumption Church Decatur, Indiana. - Christ the King Church, Dallas, Texas. - St. James Church, Eau Claire, Wisconsin. - St. Agnes Church, Cincinnati, Ohio. - All Saints School, Montgomery, Ohio. - Church of the Good Shepherd Rectory, Frankfurt, Kentucky. - Adições à St. James School, Cincinnati, Ohio. - St. Clare Church, Cincinnati, Ohio. - Milford Novitiate Chapel, Milford, Ohio. - Our Lord Christ the King Church, Cincinnati, Ohio. - Casa de visitantes St. Meinrad, St. Meinrad, Indiana. 1956-1958 - Adições à Good Shepherd School, Frankfurt, Kentucky. - St. Paul Church, Vicksburg, Mississippi. - Villa Madonna Academy, Covington, Kentucky. - St. Gregory Church and Rectory, Phoenix, Arizona. - Adições à Notre Dame Convent, Covington, Kentucky. - St. Bernard Abbey Church, St. Bernard, Alabama. - Adições à All Saints School, Montgomery, Ohio. - Fairview Heights Elementary School, Cincinnati, Ohio. - Provident Bank Building, Cincinnati, Ohio. - St. Cecilia School and Auditorium, Houston, Texas. 1959-1961 - Adições à Christ the King School, Lexington, Kentucky. - St. Raphael Church, Pittsburgh, Pennsylvania. - Immaculate Conception Church and Rectory, Albuquerque, Novo México. - Adições à Zion Evangelical Church, Norwood, Ohio. - Adições à St. Gertrude School, Cincinnati, Ohio. - Grace Church and Sunday School, Grand Rapids, Michigan. - St. Gertrude Church, Cincinnati, Ohio. - Modificações na St. Mary Church, Cincinnati, Ohio. - St. Vincent Ferrer School, Cincinnati, Ohio. - St. Gertrude Priory, Cincinnati, Ohio. - Adições à All Saints Church, Montgomery, Ohio. - Saints Faith, Hope and Charity Church, Winnetka, Illinois. - St. Joseph Church, Plymouth, Ohio. 1962-1964 - St. Joseph Church and Rectory, Cold Springs, Kentucky. - Notre Dame Academy, Covington, Kentucky. - St. Anne Church, Rectory and Convent, Castle Shannon, Pennsylvania. - Adições à Lutheran Church of the Good Shepherd, Cincinnati, Ohio. - St. Joseph the Workman Cathedral, Lacrosse, Wisconsin. 1965-1967 - St. Michael Church (em parceria com Charles Hightower), Houston, Texas. - Adições à St. Cecelia Rectory, Cincinnati, Ohio. - Corbett Music Center, Universidade de Cincinnati, Cincinnati, Ohio. - Mother of Mercy Academy, Cincinnati, Ohio. - Quebec Heights Elementary School, Cincinnati, Ohio. - Christ the King Church (agora catedral) and Rectory, Lexington, Kentucky. - Church of the Nativity, Cincinnati, Ohio. - St. James Church, Cincinnati, Ohio. - Pedestrian Bridge, University of Cincinnati, Cincinnati, Ohio. |

## Galeria de obras

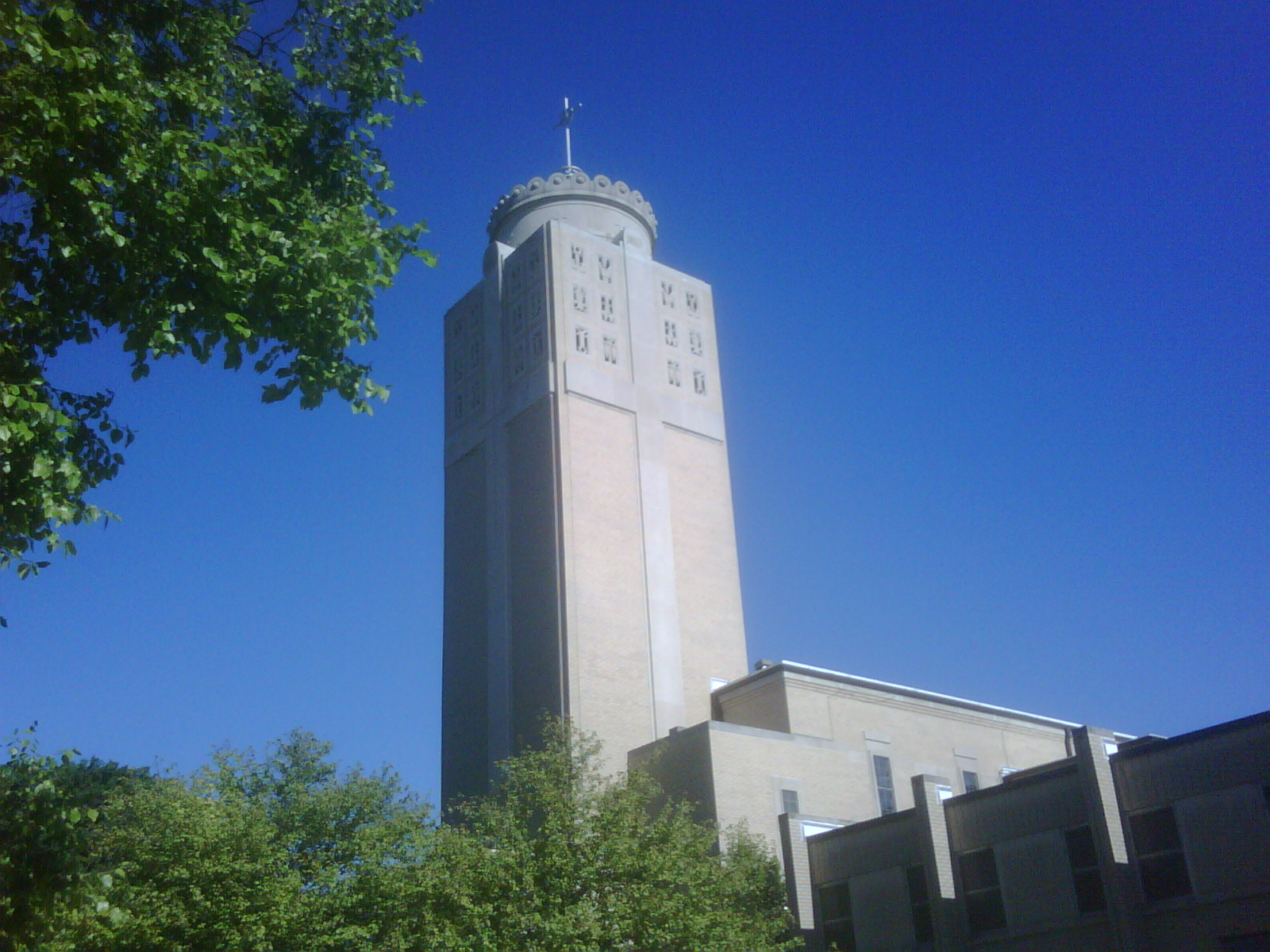
Christ the King Chapel. Davenport, Iowa.
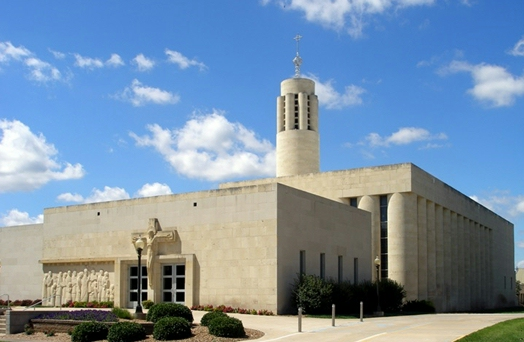
Sacred Heart Cathedral. Salina, Kansas.
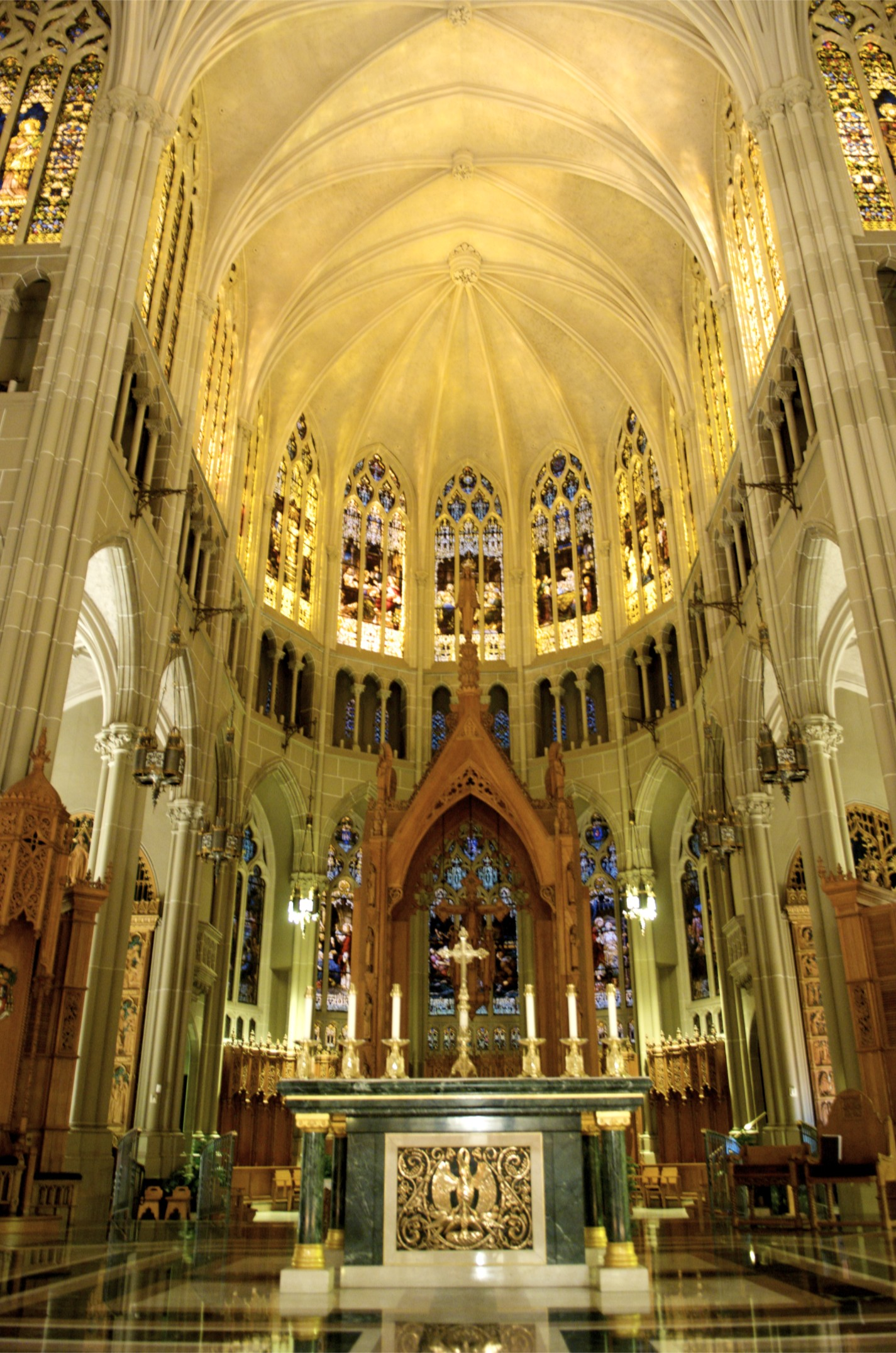
St. Mary's Cathedral. Covington, Kentucky.
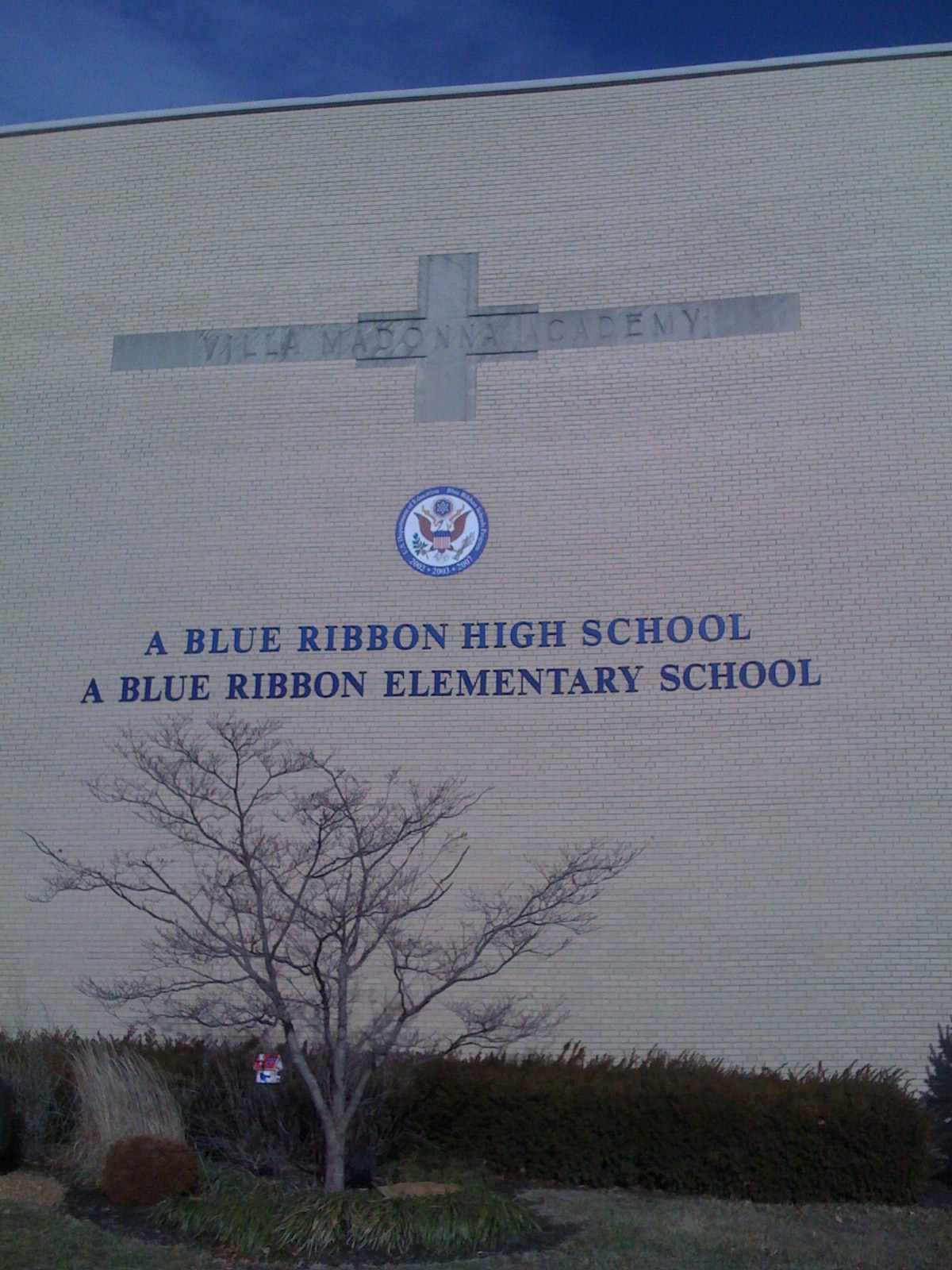
Villa Madonna Academy. Covington, Kentucky.
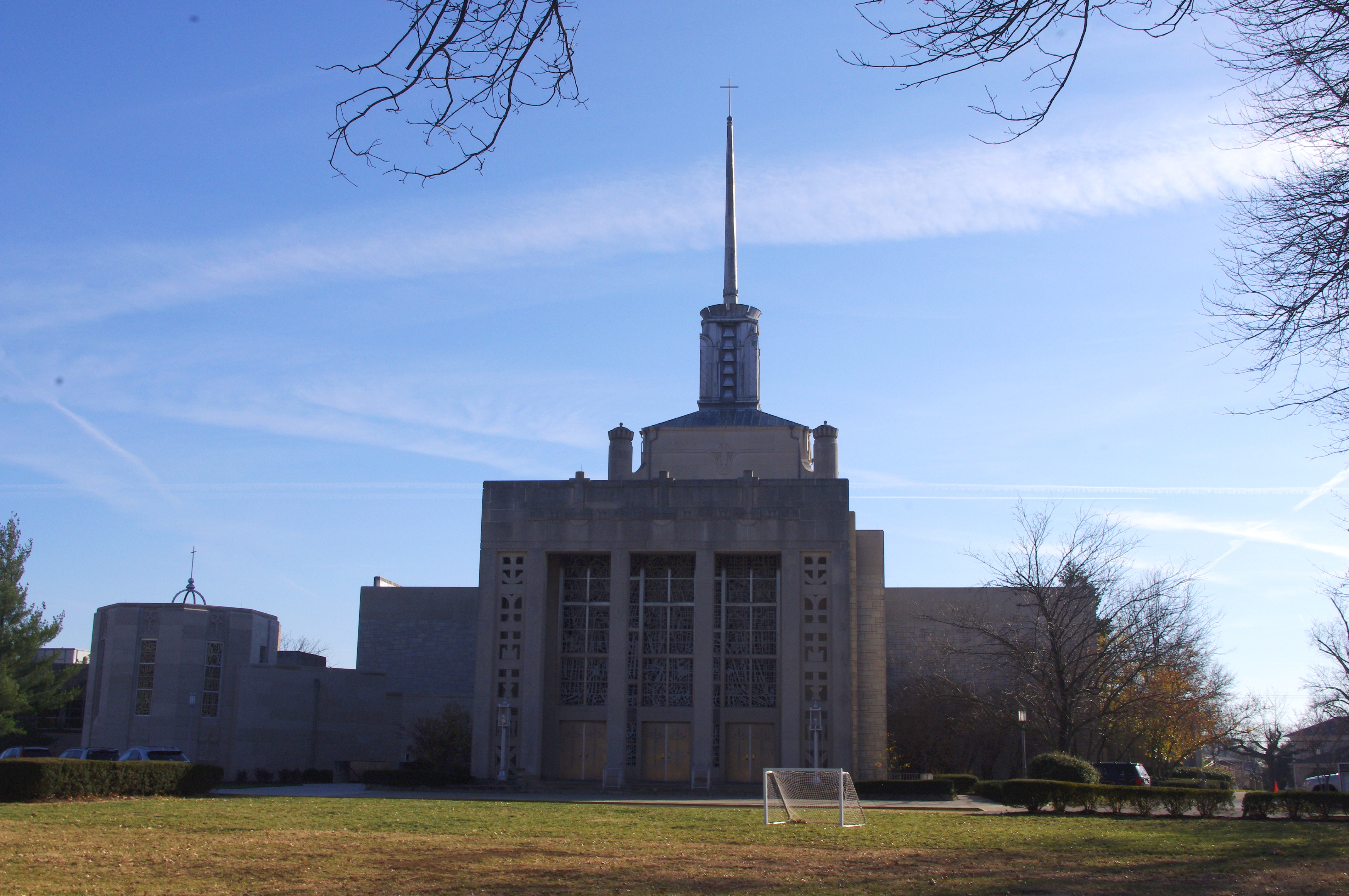
Cathedral of Christ the King. Lexington, Kentucky.
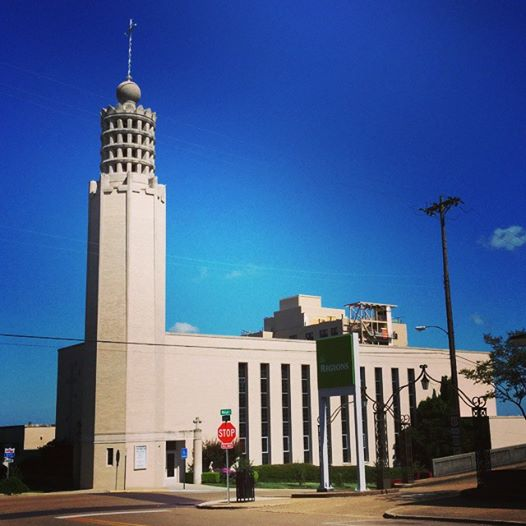
St. Paul Church. Vicksburg, Mississippi.
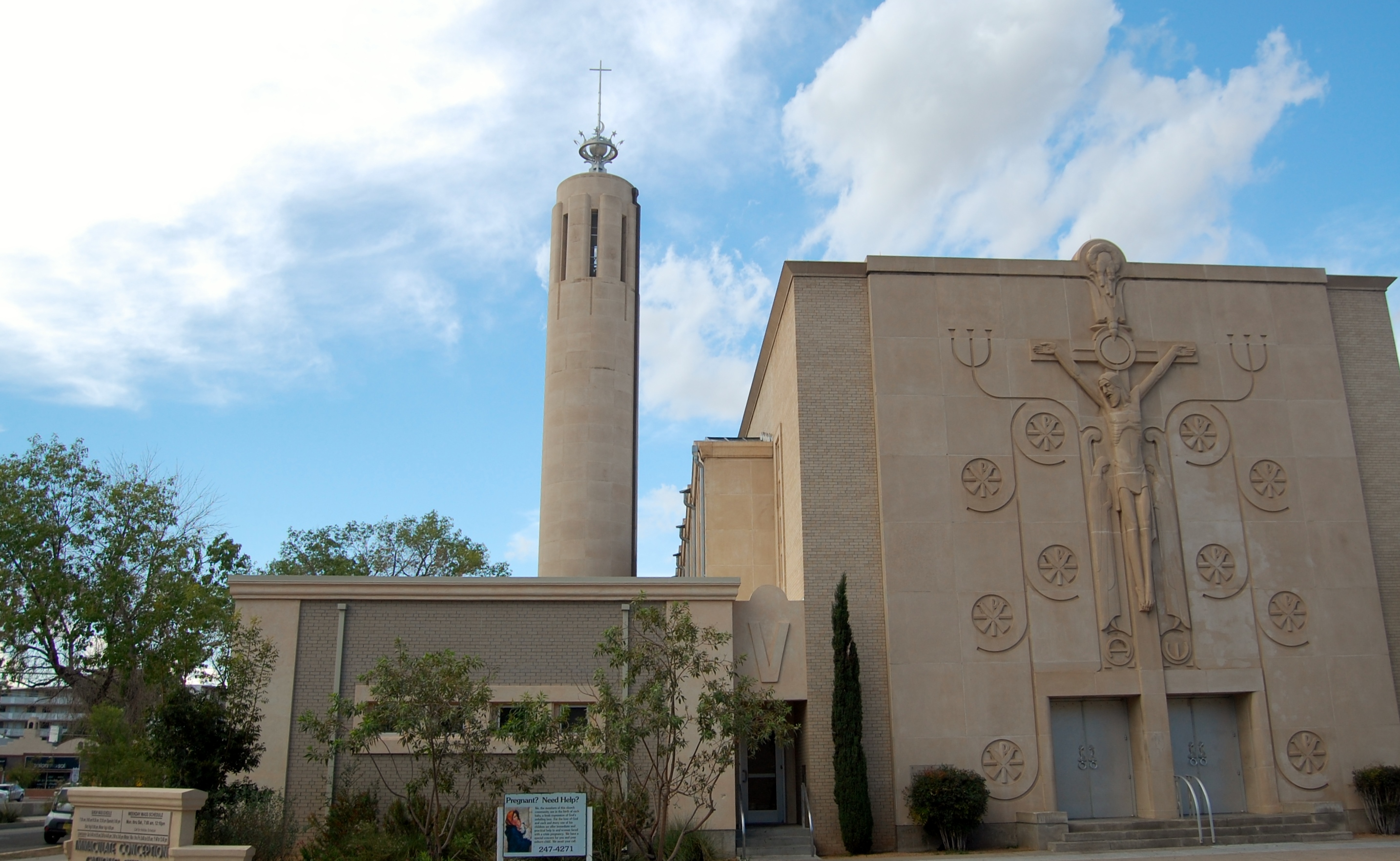
Immaculate Conception Church. Albuquerque, Novo México.
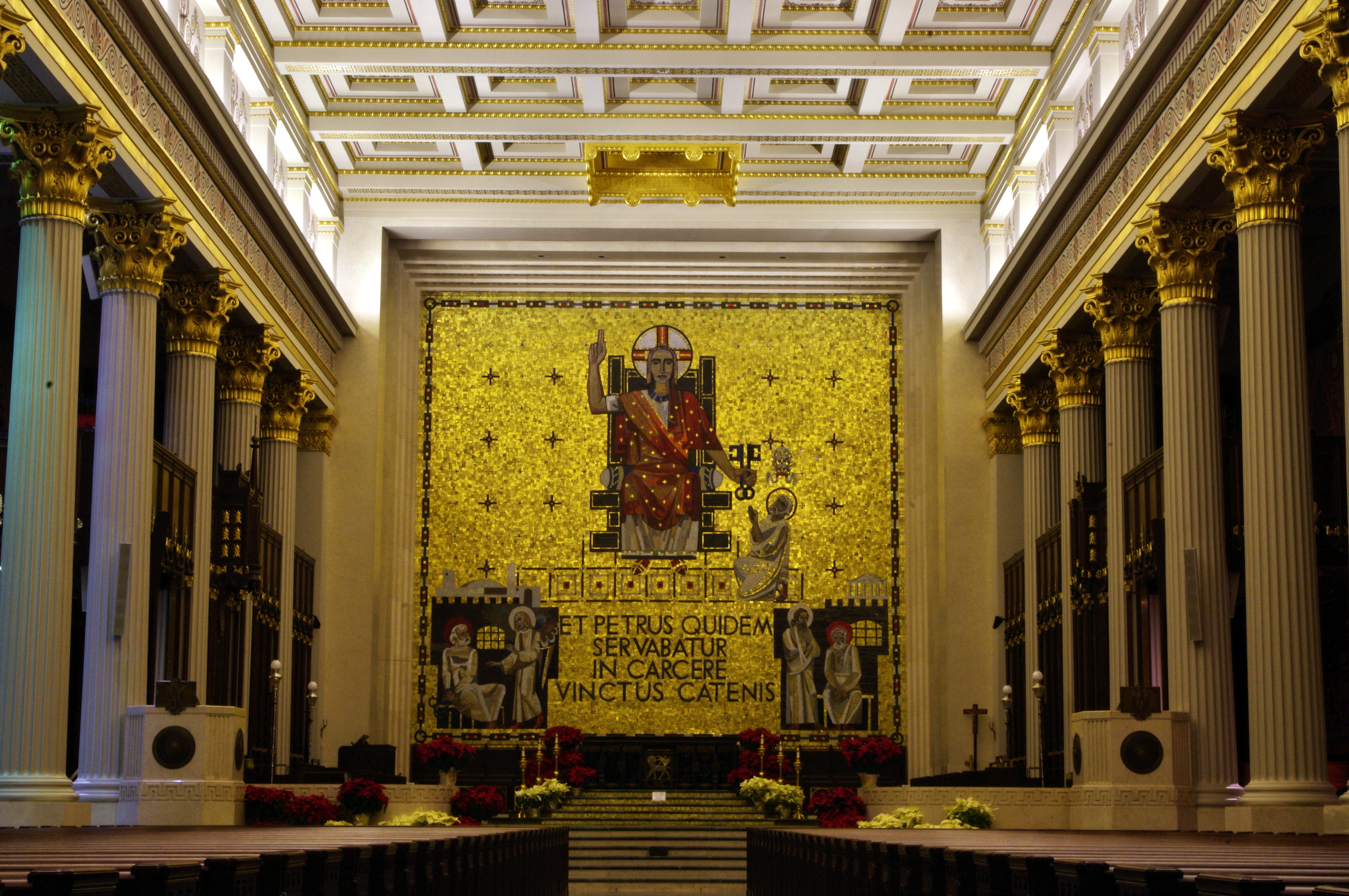
St. Peter in Chains Cathedral. Cincinnati, Ohio.
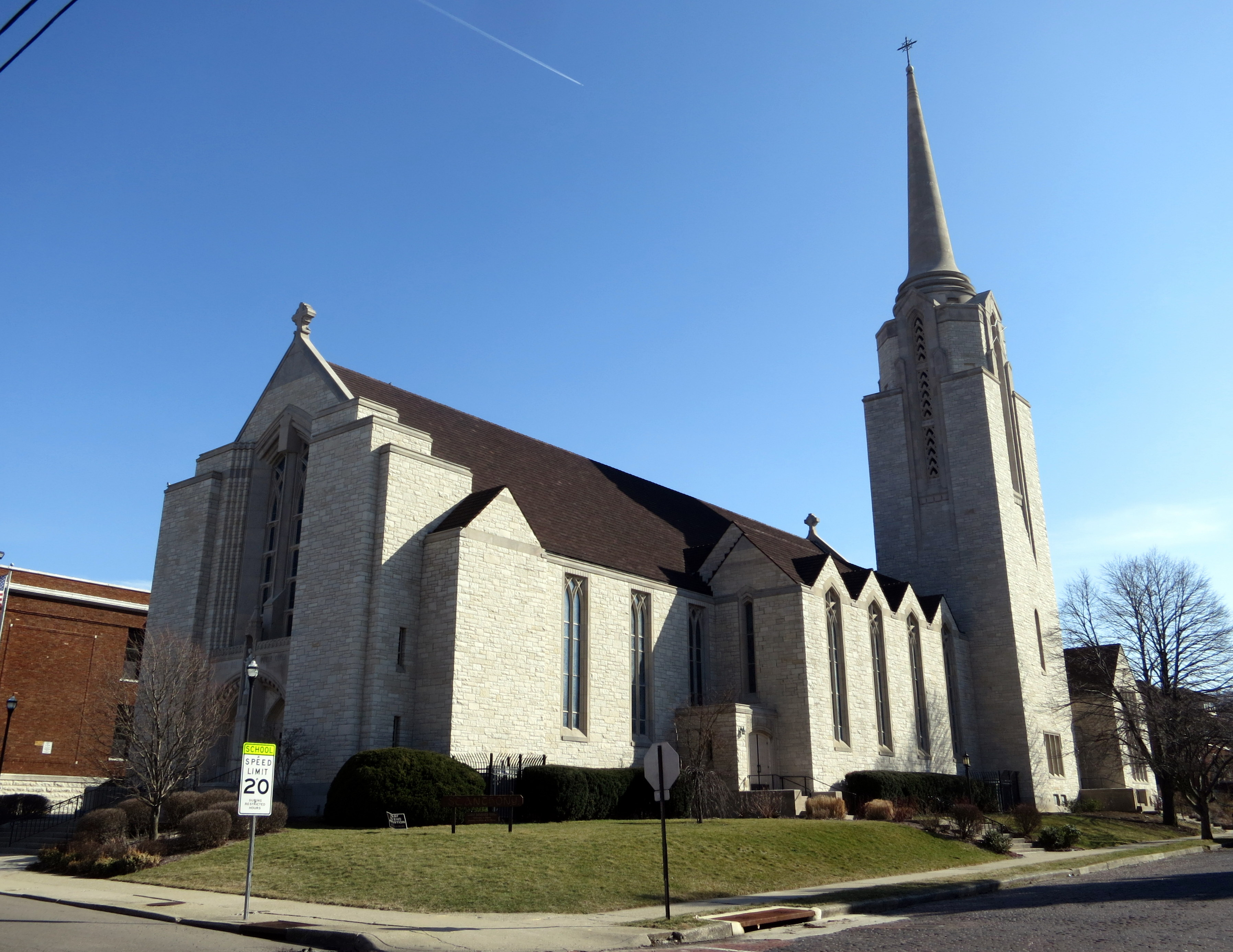
St. Anthony of Padua Church. Dayton, Ohio.
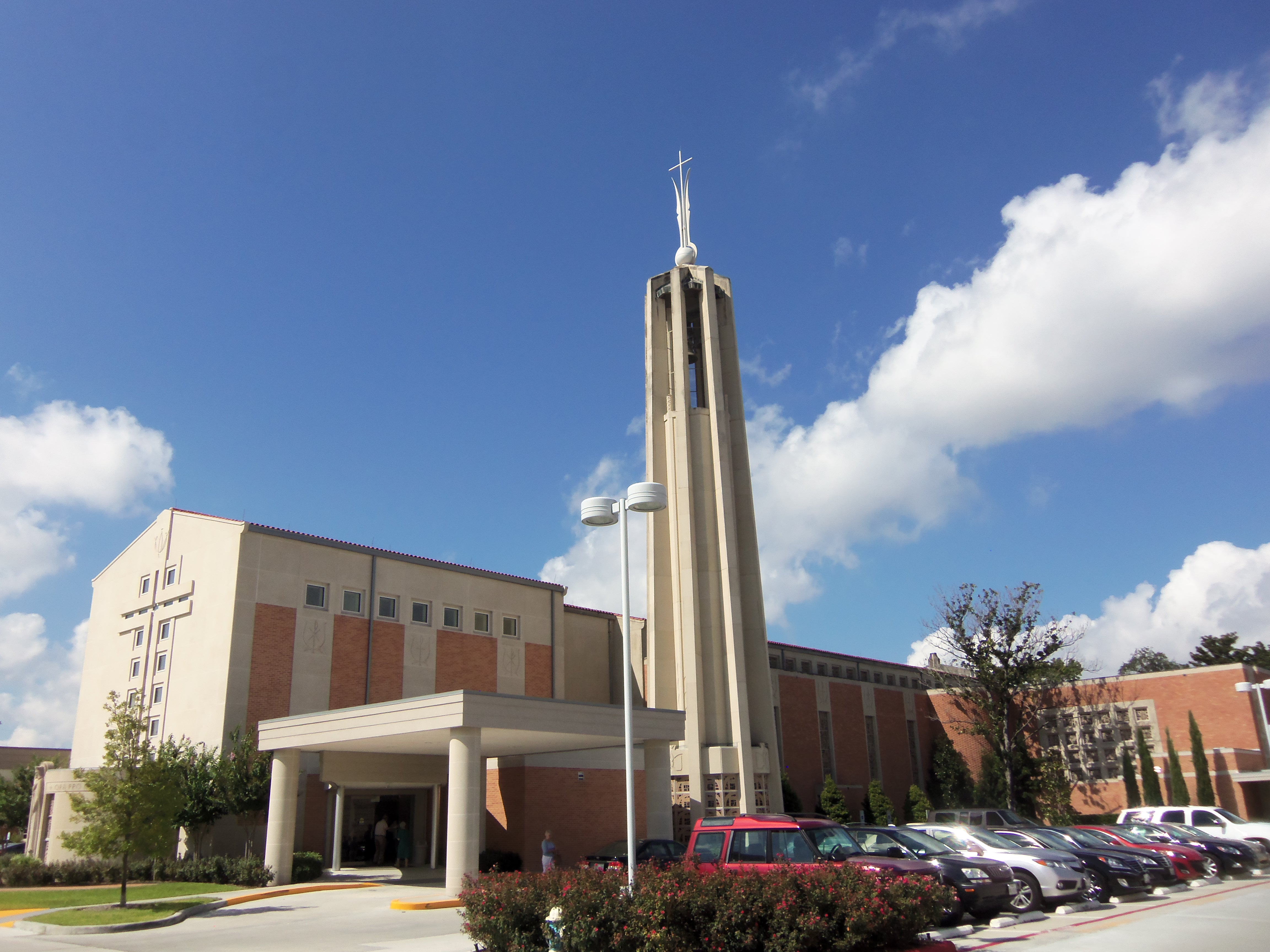
St. Michael Church. Houston, Texas.
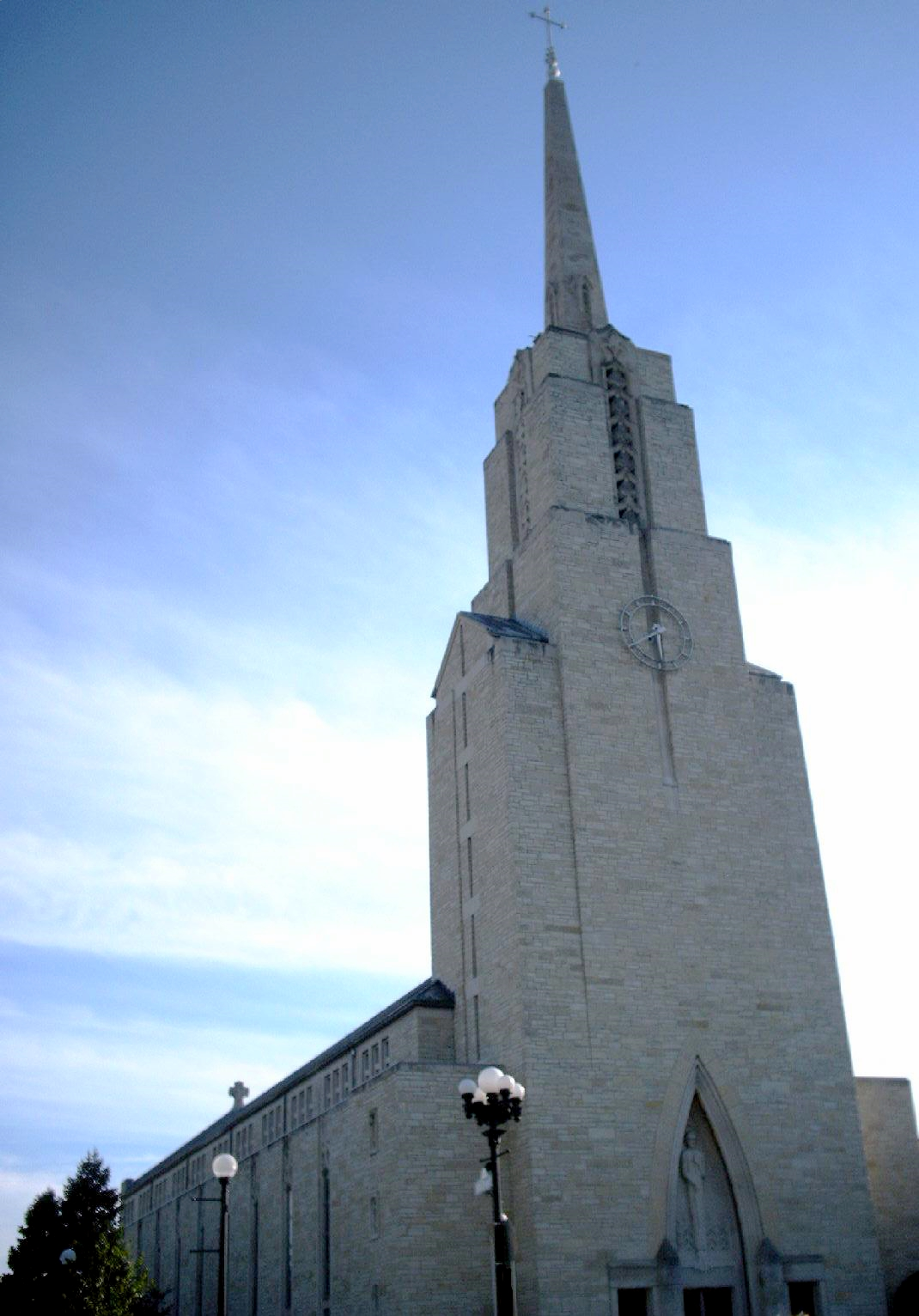
Cathedral of Saint Joseph the Workman. La Crosse, Wisconsin.

## Obras em literatura
- The Cathedral (A Catedral, 1956).
- The Lord Was My Client (O Senhor Foi Meu Cliente, 1972).

## Literatura adicional
- Edward J. Schulte and American Church Architecture of the Twentieth Century, Donald A. Tenoever, master's thesis, University of Cincinnati, 1974.